# Cantó d'Argentan-Est
El cantó d'Argentan-Est és un cantó francès del departament de l'Orne, situat al districte d'Argentan. Té sis municipis i el cap es Argentan.

## Municipis
- Argentan (part)
- Aunou-le-Faucon
- Juvigny-sur-Orne
- Sai
- Sévigny
- Urou-et-Crennes

## Història
| Data d'elecció                           | Identitat                | Partit                     | Qualitat |
| ---------------------------------------- | ------------------------ | -------------------------- | -------- |
| 1967-1973                                | Jean de Vimal du Bouchet | RI                         |          |
| 1973-1979                                | Pierre Pavis             | PS                         |          |
| 1979-1982                                | Roger Jouadé             | PCF                        |          |
| 1982-1988                                | Pierre Pavis             | PS                         |          |
| 1988-2001                                | Roger Jouadé             | PCF, després divers gauche |          |
| 2001-                                    | Jean-Louis Carpentier    | PS                         |          |
| les dades anteriors no són pas conegudes |                          |                            |          |
|                                          |                          |                            |          |